# Franziska Hildebrand
Franziska Hildebrand (Halle, 24 de marzo de 1987) es una deportista alemana que compite en biatlón. Su hermana gemela Stefanie también es biatleta.
Ganó cuatro medallas en el Campeonato Mundial de Biatlón, en los años 2015 y 2017, y cinco medallas en el Campeonato Europeo de Biatlón entre los años 2010 y 2022.
Participó en dos Juegos Olímpicos de Invierno, en los años 2014 y 2018, ocupando el octavo lugar en Pyeongchang 2018, en la prueba de relevo.

## Palmarés internacional
| Campeonato Mundial | Campeonato Mundial      | Campeonato Mundial | Campeonato Mundial      |
| Año                | Lugar                   | Medalla            | Prueba                  |
| ------------------ | ----------------------- | ------------------ | ----------------------- |
| 2015               | Kontiolahti (Finlandia) | Medalla de oro     | Relevo                  |
| 2016               | Oslo (Noruega)          | Medalla de plata   | Relevo mixto            |
| 2016               | Oslo (Noruega)          | Medalla de bronce  | Relevo                  |
| 2017               | Hochfilzen (Austria)    | Medalla de oro     | Relevo                  |
| Campeonato Europeo |                         |                    |                         |
| Año                | Lugar                   | Medalla            | Prueba                  |
| 2010               | Otepää (Estonia)        | Medalla de oro     | Relevo                  |
| 2010               | Otepää (Estonia)        | Medalla de bronce  | Individual              |
| 2011               | Val Ridanna (Italia)    | Medalla de bronce  | Relevo                  |
| 2022               | Arber (Alemania)        | Medalla de plata   | Velocidad               |
| 2022               | Arber (Alemania)        | Medalla de bronce  | Relevo mixto individual |